# Fülöp Kristóf
Fülöp Kristóf (1997 –) magyar színművész.

## Életpálya
2015-2019 között a Pesti Broadway Stúdió növendéke volt és szerepelt a Budapesti Operettszínház előadásaiban. 2019-2024 között a Színház- és Filmművészeti Egyetem zenés színész szakán tanult, Novák Eszter és Selmeczi György osztályában. 2024-től a Magyar Színház tagja.

## Színházi szerepei

### Magyar Színház
- Valahol Európában (Hosszú)
- Koldus és királyfi (Edward, walesi herceg)
- Ezeregy éjszaka (Harún)
- A kölyök (Harry, egy fiatalember, sajtótitkár)

### Miskolci Nemzeti Színház
- Jézus Krisztus Szupersztár (Annás)

### Budapesti Operettszínház
- A kék madár (Nyár, a Tudatlanság Boldogsága)

### Vígszínház
- A Pál utcai fiúk (Leszik)